# Mateusz Kornecki
Mateusz Kornecki (* 5. Juni 1994 in Skarżysko-Kamienna) ist ein polnischer Handballspieler.

## Karriere

### Verein
Mateusz Kornecki lernte das Handballspielen bei KSSPR Końskie. 2013 wechselte der 1,94 m große Torwart zu Górnik Zabrze, mit dem er am EHF Challenge Cup und am EHF-Pokal teilnahm. Ab 2019 lief er für den Spitzenklub Łomża Industria Kielce auf. Mit Kielce gewann er 2020–2023 die polnische Meisterschaft sowie 2021 den Pokal. In der EHF Champions League 2021/22 und 2022/23 unterlag er mit dem Team erst im Endspiel. Im Sommer 2023 schloss er sich dem deutschen Bundesligisten ThSV Eisenach an. Im Sommer 2024 schloss er sich dem deutschen Verein HBW Balingen-Weilstetten an.

### Nationalmannschaft
Mit der polnischen Nationalmannschaft belegte Kornecki bei der Weltmeisterschaft 2017 den 17. Platz, bei der Europameisterschaft 2020 den 21. Platz, bei der Weltmeisterschaft 2021 den 13. Platz und bei der Europameisterschaft 2022 den 12. Platz. Insgesamt bestritt er 60 Länderspiele, in denen er vier Tore erzielte.

## Privates
Sein ein Jahr älterer Bruder Hubert spielt ebenfalls in der polnischen Liga Handball.